# Bill Calhoun
William Carl Calhoun, detto Bill (Tacoma, 4 novembre 1927 – 17 dicembre 2024), è stato un cestista statunitense, professionista nella NBL, nella BAA e nella NBA.

## Carriera
Vinse un titolo NBA con i Rochester Royals nel 1951.

## Palmarès
- Campionato NBA: 1

Rochester Royals: 1951